# Paesi per indice di sviluppo umano corretto per le disuguaglianze
Questa è una lista di paesi per indice di sviluppo umano corretto per le disuguaglianze (ISUD), come pubblicato dal UNDP nel 2016 nel Rapporto sullo sviluppo umano. Secondo il rapporto 2016, "L'indice ISU può essere interpretato come il livello di indice di sviluppo umano quando calcolato con l'iniquità," dove già l'Indice di sviluppo umano viene considerato "un indice del potenziale sviluppo umano (o il massimo indice ISUD che può essere raggiunto se non vi fosse iniquità)."

## Metodologia
In un sistema ideale senza iniquità i due indici ISU e ISUD si sovrappongono; tanto più vi sono iniquità e gli indici si discostano.
E' stimato per 151 paesi. Le perdite nelle tre dimensioni cambiano da nazioni con pochi punti percentuali (Cechia, Slovenia) fino a oltre 40% (Comoro, Repubblica centrafricana).

## Lista
La tabella mostra la classifica ISUD.

### 2017 ISU corretto per le Disuguaglianze (ISUD) (rapporto 2018)[4]
| Posizione | Nazione              | ISUD  |
| --------- | -------------------- | ----- |
| 1         | Islanda              | 0.878 |
| 2         | Giappone             | 0.876 |
| 2         | Norvegia             | 0.876 |
| 4         | Svizzera             | 0.871 |
| 5         | Finlandia            | 0.868 |
| 6         | Svezia               | 0.864 |
| 7         | Australia            | 0.861 |
| 7         | Germania             | 0.861 |
| 9         | Danimarca            | 0.860 |
| 10        | Paesi Bassi          | 0.857 |
| 11        | Irlanda              | 0.854 |
| 12        | Canada               | 0.852 |
| 13        | Nuova Zelanda        | 0.846 |
| 14        | Slovenia             | 0.846 |
| 15        | Rep. Ceca            | 0.840 |
| 16        | Belgio               | 0.836 |
| 17        | Austria              | 0.835 |
| 18        | Regno Unito          | 0.835 |
| 19        | Singapore            | 0.816 |
| 20        | Lussemburgo          | 0.811 |
| 21        | Hong Kong            | 0.809 |
| 22        | Francia              | 0.808 |
| 23        | Malta                | 0.805 |
| 24        | Slovacchia           | 0.797 |
| 25        | Stati Uniti          | 0.797 |
| 26        | Estonia              | 0.794 |
| 27        | Israele              | 0.787 |
| 28        | Polonia              | 0.787 |
| 29        | Corea del Sud        | 0.773 |
| 30        | Ungheria             | 0.772 |
| 31        | Italia               | 0.771 |
| 32        | Cipro                | 0.769 |
| 33        | Lettonia             | 0.759 |
| 34        | Lituania             | 0.757 |
| 35        | Croazia              | 0.756 |
| 36        | Bielorussia          | 0.755 |
| 37        | Spagna               | 0.754 |
| 38        | Grecia               | 0.753 |
| 39        | Montenegro           | 0.741 |
| 40        | Russia               | 0.738 |
| 41        | Kazakistan           | 0.737 |
| 42        | Portogallo           | 0.732 |
| 43        | Romania              | 0.717 |
| 44        | Bulgaria             | 0.710 |
| 45        | Cile                 | 0.710 |
| 46        | Argentina            | 0.707 |
| 47        | Iran                 | 0.707 |
| 48        | Albania              | 0.706 |
| 49        | Ucraina              | 0.701 |
| 50        | Uruguay              | 0.689 |
| 51        | Mauritius            | 0.683 |
| 52        | Georgia              | 0.682 |
| 53        | Azerbaigian          | 0.681 |
| 54        | Armenia              | 0.680 |
| 55        | Barbados             | 0.669 |
| 56        | Turchia              | 0.669 |
| 57        | Serbia               | 0.667 |
| 58        | Sri Lanka            | 0.664 |
| 59        | Macedonia            | 0.661 |
| 60        | Costa Rica           | 0.651 |
| 61        | Bosnia ed Erzegovina | 0.649 |
| 62        | Cina                 | 0.643 |
| 63        | Mongolia             | 0.639 |
| 64        | Venezuela            | 0.636 |
| 65        | Thailandia           | 0.636 |
| 66        | Moldavia             | 0.627 |
| 67        | Panama               | 0.623 |
| 68        | Saint Lucia          | 0.622 |
| 68        | Giordania            | 0.617 |
| 70        | Messico              | 0.609 |
| 71        | Giamaica             | 0.608 |
| 72        | Kirghizistan         | 0.606 |
| 73        | Perù                 | 0.606 |
| 74        | Ecuador              | 0.603 |
| 75        | Algeria              | 0.598 |
| 76        | Palestina            | 0.583 |

| Posizione | Nazione             | ISUD  |
| --------- | ------------------- | ----- |
| 77        | Rep. Dominicana     | 0.581 |
| 78        | Brasile             | 0.578 |
| 79        | Turkmenistan        | 0.575 |
| 80        | Filippine           | 0.574 |
| 81        | Vietnam             | 0.574 |
| 82        | Tunisia             | 0.573 |
| 83        | Colombia            | 0.571 |
| 84        | Indonesia           | 0.563 |
| 85        | Tagikistan          | 0.562 |
| 86        | Suriname            | 0.557 |
| 87        | Belize              | 0.550 |
| 88        | Maldive             | 0.549 |
| 89        | Iraq                | 0.546 |
| 90        | Gabon               | 0.545 |
| 91        | Guyana              | 0.532 |
| 92        | El Salvador         | 0.524 |
| 93        | Paraguay            | 0.522 |
| 94        | Bolivia             | 0.514 |
| 95        | Nicaragua           | 0.507 |
| 96        | Vanuatu             | 0.499 |
| 97        | Egitto              | 0.493 |
| 98        | São Tomé e Príncipe | 0.473 |
| 99        | Cambogia            | 0.469 |
| 100       | Rep. del Congo      | 0.469 |
| 101       | India               | 0.468 |
| 102       | Guatemala           | 0.467 |
| 103       | Sudafrica           | 0.467 |
| 104       | Birmania            | 0.466 |
| 105       | Bangladesh          | 0.462 |
| 106       | Honduras            | 0.459 |
| 107       | Timor Est           | 0.452 |
| 108       | Bhutan              | 0.446 |
| 109       | Laos                | 0.445 |
| 110       | Kenya               | 0.434 |
| 111       | Nepal               | 0.427 |
| 112       | Namibia             | 0.422 |
| 113       | Ghana               | 0.420 |
| 114       | eSwatini            | 0.414 |
| 115       | Tanzania            | 0.404 |
| 116       | Angola              | 0.393 |
| 117       | Zambia              | 0.388 |
| 118       | Pakistan            | 0.387 |
| 119       | Madagascar          | 0.385 |
| 120       | Uganda              | 0.370 |
| 121       | Ruanda              | 0.367 |
| 122       | Camerun             | 0.366 |
| 123       | Lesotho             | 0.359 |
| 124       | Afghanistan         | 0.350 |
| 125       | Mauritania          | 0.348 |
| 126       | Nigeria             | 0.347 |
| 127       | Togo                | 0.344 |
| 128       | Senegal             | 0.340 |
| 129       | Malawi              | 0.332 |
| 130       | Etiopia             | 0.331 |
| 131       | Sudan               | 0.328 |
| 132       | Benin               | 0.326 |
| 133       | RD del Congo        | 0.319 |
| 134       | Costa d'Avorio      | 0.311 |
| 135       | Yemen               | 0.308 |
| 136       | Gibuti              | 0.306 |
| 137       | Guinea              | 0.306 |
| 138       | Haiti               | 0.304 |
| 139       | Liberia             | 0.298 |
| 140       | Mozambico           | 0.294 |
| 141       | Gambia              | 0.289 |
| 142       | Burkina Faso        | 0.288 |
| 143       | Mali                | 0.282 |
| 144       | Burundi             | 0.278 |
| 145       | Guinea-Bissau       | 0.276 |
| 146       | Comore              | 0.275 |
| 147       | Sierra Leone        | 0.266 |
| 148       | Niger               | 0.250 |
| 149       | Ciad                | 0.249 |
| 150       | Sudan del Sud       | 0.247 |
| 151       | Rep. Centrafricana  | 0.212 |